# آلیمدیا
آلیمدیا (روسی: Алымдя) یک رودخانه در استان یاقوتستان کشور روسیه است.